# Ulica Więzienna we Wrocławiu

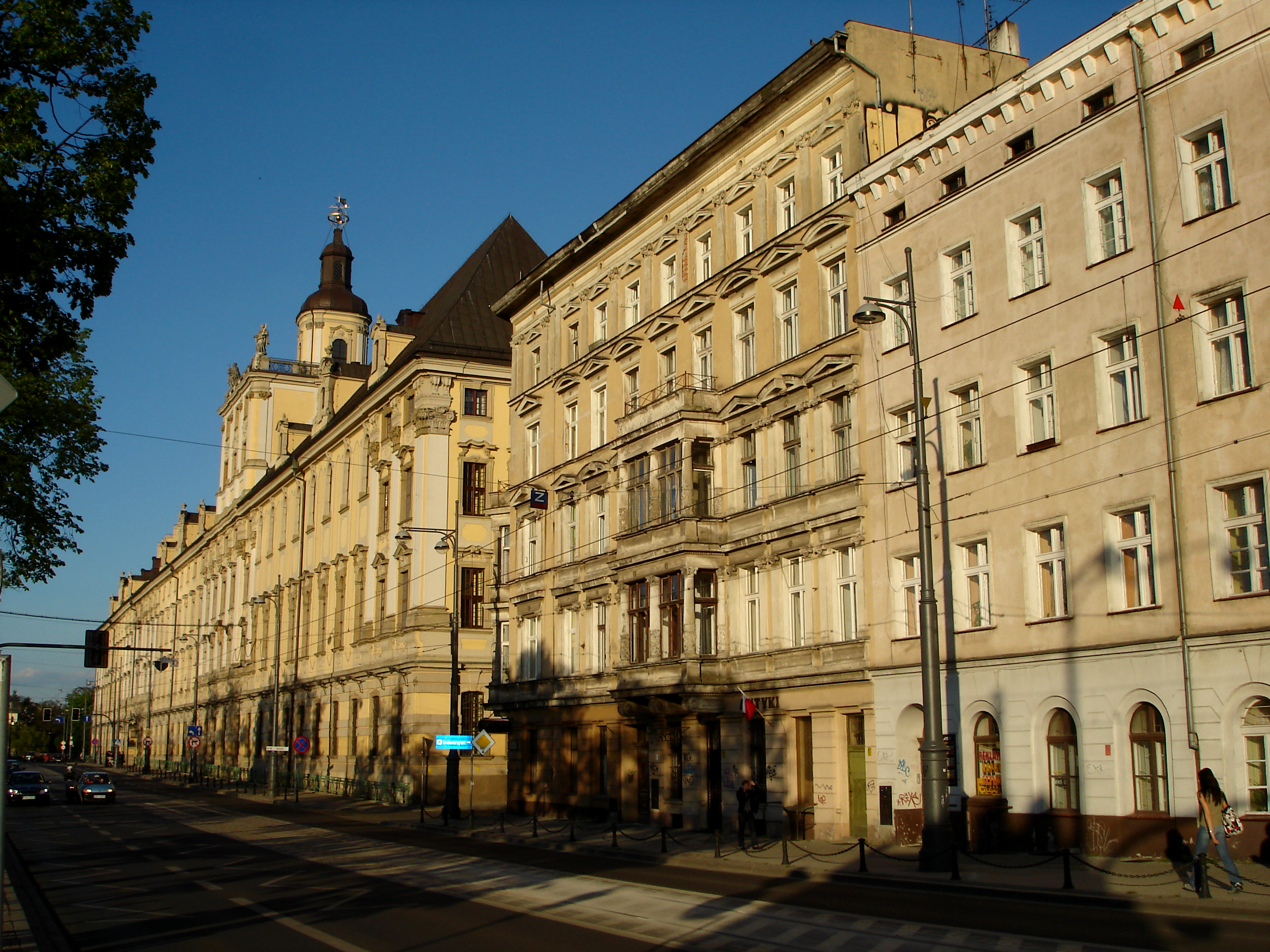
Ul. Grodzka 7, Gmach Główny UWr., skrzyżowanie z ul. Więzienną

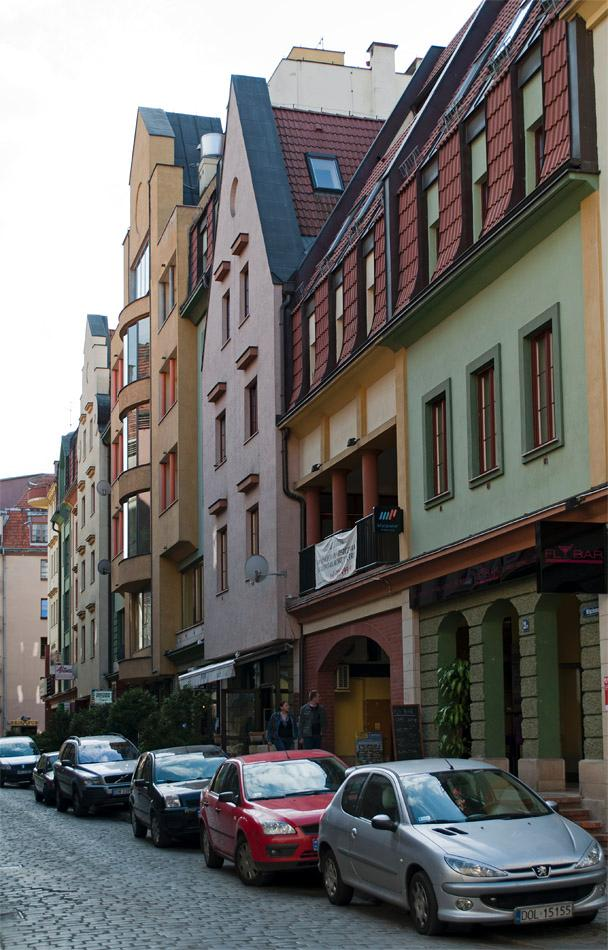
Nowa zabudowa pierzei zachodniej

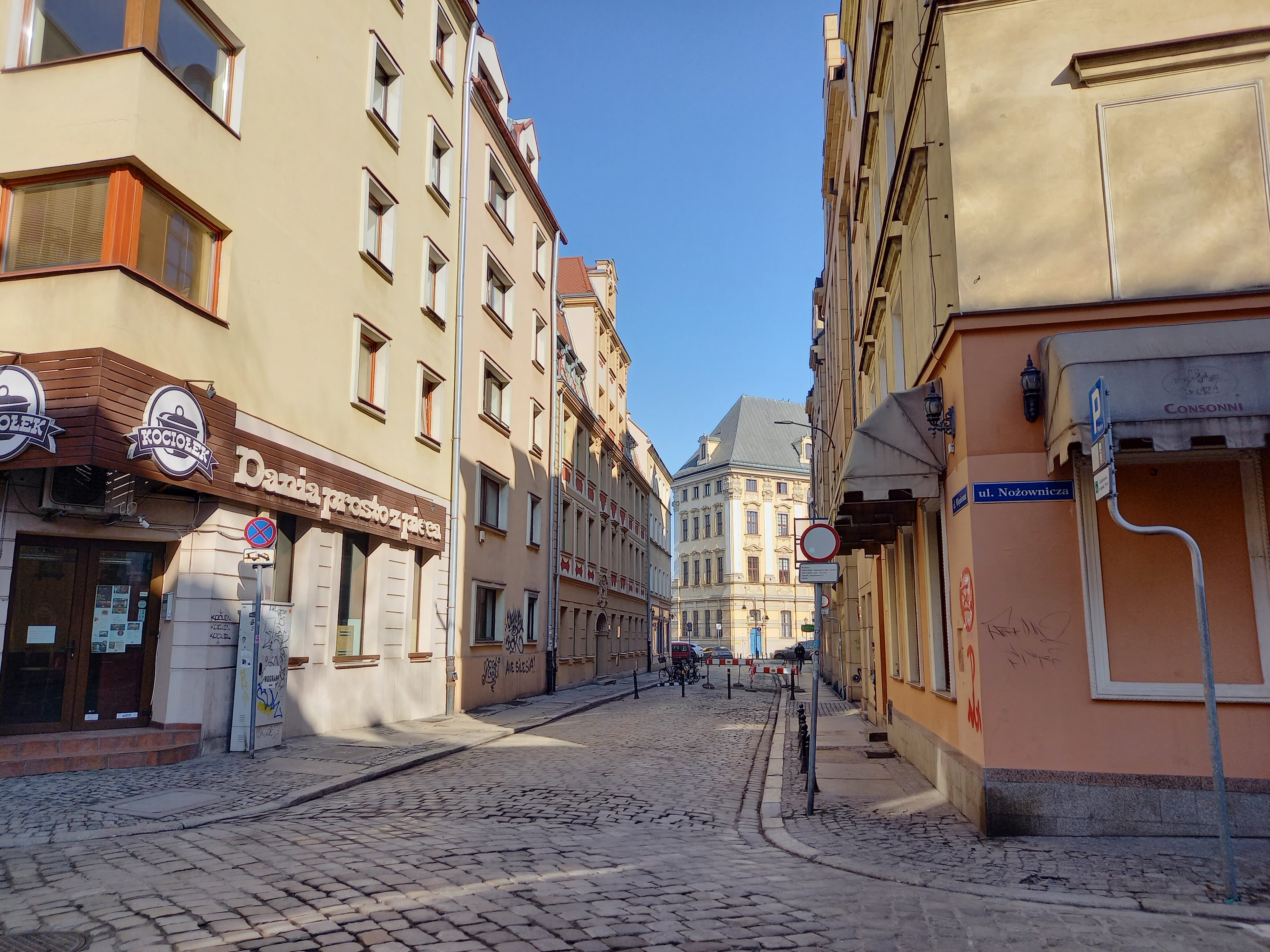
Od ul. Nożowniczej do pl. Uniwersyteckiego

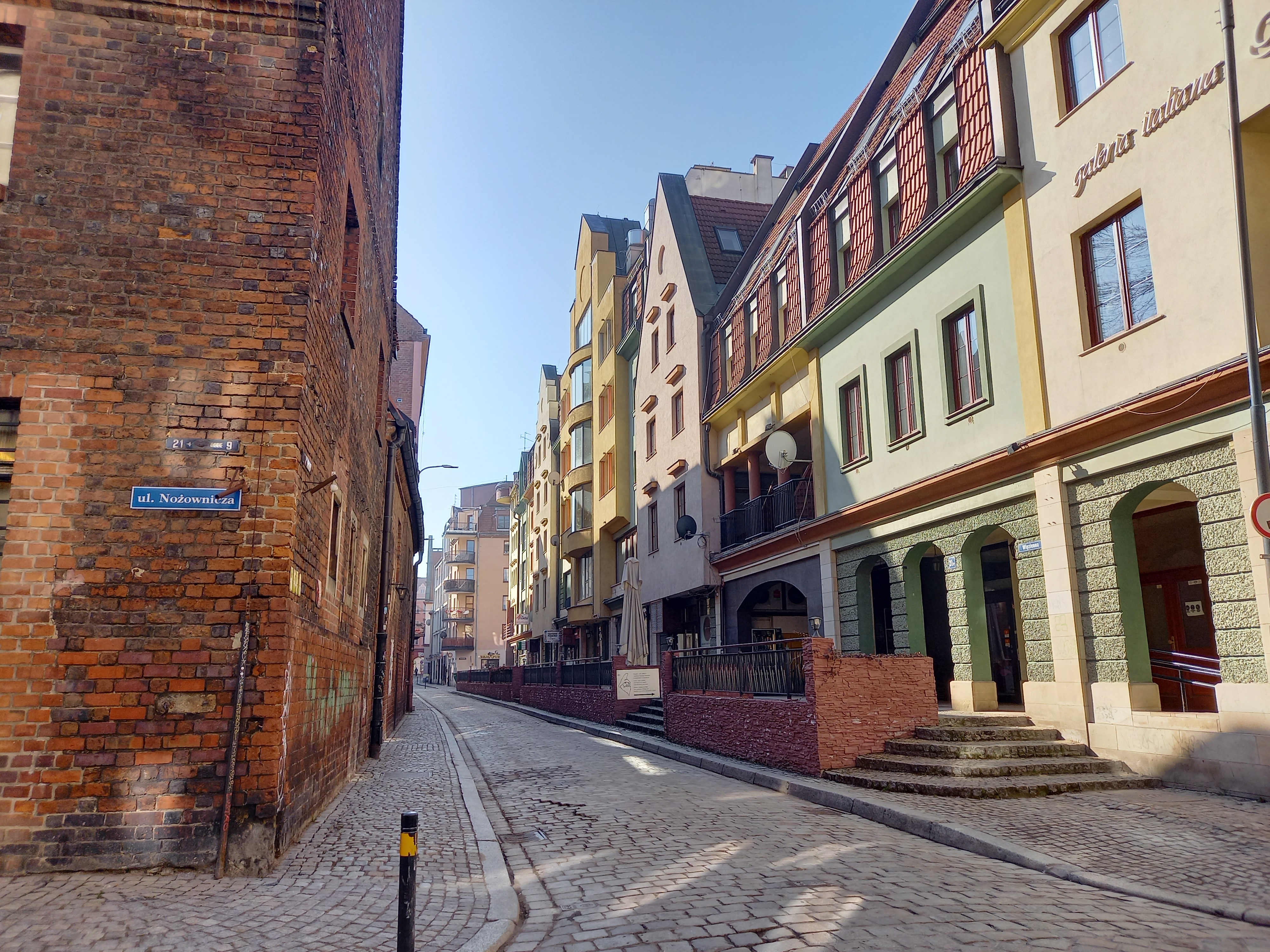
Od ul. Nożowniczej do Rynku

Ulica Więzienna (Stockgasse) – ulica położona we Wrocławiu na Starym Mieście.  Przy tej ulicy, zgodnie z jej nazwami, jakie w czasie swojego istnienia nosiła, znajdowało się niegdyś więzienie miejskie, dziś zachowane jako zabytek. Biegnie od Rynku do ulicy Grodzkiej. Jej początek znajduje się pośrodku północnej pierzei Rynku jako deptak przebiegający przez łęk (przejście pod jedną z kamienic).

## Historia
Ulica została wytyczona już w momencie lokacji w XIII wieku. Wejście na ulicę znajdowało się, tak jak współcześnie, od Rynku przy obecnej kamienicy pod numerem 52, przypisanej do Rynku, mimo że brama do niej od początku jej istnienia (XIII wiek) znajduje się od strony ulicy Więziennej. Pierwsza wzmianka o ulicy pochodzi z 1398 r., a o łęku z 1472 r.. Z 1241 r. pochodzą zapiski, wskazujące że przy skrzyżowaniu z ulicą Igielną znajdowały się domy drewniane; odkryte zostały one podczas badań archeologicznych (określane jako rudery biedoty miejskiej), a także dalej przy numerach 10-11 z około 1250 r., które w okresie od XIII wieku do połowy XV wieku zamieszkiwali Żydzi zajmujący się między innymi produkcją grzebieni, podobnie jak na krzyżującej się z nią ulicą Igielną, przy której oprócz grzebieniarzy mieścili się także igielnicy.
W dalszej części ulica Więzienna skupiała rzemieślników specjalizujących się głównie w dziedzinach skórniczych i metalowych, w tym takich jak paśnicy, szewcy, kaletnicy, igielnicy i kowale. Natomiast przy ulicy Nożowniczej od ulicy Więziennej dominowali szeroko rozumiani nożownicy, czyli wytwórcy noży, kling mieczy i szabli oraz innych ostrych narzędzi.
Koniec ulicy Więziennej dochodził do ówczesnych średniowiecznych murów obronnych, za którymi znajdowała się nabrzeżna droga (obecnie ulica Grodzka). W drugiej połowie XIII wieku zbudowano tu Zamek Cesarski, a później w jego miejscu w 1728 roku powstał barokowy  gmach kolegium jezuickiego później przekształconego w akademię, a na początku XVIII wieku w uniwersytet (1702 r.), obecnie Gmach główny Uniwersytetu Wrocławskiego, przylegający do ulicy Więziennej elewacją zachodnią. Natomiast na południe od niego znajdowała się dzielnica żydowska w rejonie dzisiejszej ulicy Uniwersyteckiej, do 1824 r. Judenstrasse, obejmująca także zabudowę przy marginalnej ulicy biegnącej wzdłuż murów, obecnie ulica Garbary. Przy zbiegu ulic Uniwersyteckiej i Więziennej od 1351 roku znajdowała się nowa synagoga i łaźnia rytualna.
W murach obronnych północnych w osi ulicy Więziennej przebito tzw. Furtę Rybacką. Od 1546 r. istniała tu wieża z przejazdem i bramą mostową zwaną Bramą Nową. Za nią istniał most tzw. Most Długi, zwany też Mostem Środkowym (od XVII wieku) do Kępy Mieszczańskiej i dalej na prawy brzeg rzeki. Mury te rozebrano w latach 1807-1893.
W pierwszej połowie XIV wieku zbudowano przy tej ulicy więzienie miejskie. Było ono przeznaczone dla więźniów niższego stanu. W 1464 r. wybudowano kaplicę więzienną. Tu trzymano także skazanych na śmierć i stąd prowadzono na egzekucje. Przestało pełnić swoją funkcję na przełomie XVIII i XIX wieku. Od 1818 roku mieścił się tu lombard i instytucje filantropijne. W latach powojennych budynek dawnego więzienia pełniło funkcję magazynu Archiwum Państwowego, a następnie stał się siedzibą wrocławskiego oddziału Instytutu Archeologii i Etnologii Polskiej Akademii Nauk.
Do 1928 roku przy ulicy znajdowały się kramy i sklepiki nazywane Buden an der Stockgasse.
W wyniku działań wojennych podczas oblężenia Wrocławia w 1945 roku pierwotna zabudowa została w 80% zniszczona, w tym niemal cała strona zachodnia. Po wojnie zrekonstruowano zespół czterech renesansowych kamieniczek pod numerami od 1 do 4, a także stopniowo odbudowywano kolejne budynki. Pod koniec XX wieku przy ul. Więziennej 8/12 zbudowano nowy gmach Wydziału Prawa, Administracji i Ekonomii Uniwersytetu Wrocławskiego. Część zniszczonej zabudowy jednak nie odbudowano ani nie uzupełniono wolnej przestrzeni nową zabudową, ograniczając się do uporządkowania wolnego terenu i pozostawienia placu lub urządzenia skweru, tak jak np. przy ulicy Garbary oraz pomiędzy ulicą Uniwersytecką i placem Uniwersyteckim.

## Nazwa
W swojej historii ulica nosiła następujące nazwy własne:
- od 1403 r. / od XIV wieku, do 1564 r.: Stockgasse[1][2][3]
- od 1564 r. do XVII wieku[1][3]:
  - odcinek południowy od Rynku do ulicy Igielnej: Cleyenmarkte[1], później Targ Otrąb[1][3], co poparte było faktem, że w tym miejscu rzeczywiście prowadzono handel tym towarem do około XVII wieku; następnie ten odcinek nazywano Małym Rynkiem[3],
  - odcinek północny od ulicy Igielnej: An der Fischerpforte, Kurzweg Fischerpforte[1], czyli Brama Rybacka[3]
- Stockgasse, do 1945 r.[1][2][3]
- Więzienna, od 1945 r.[1][2][3][5]

Zarówno współczesna nazwa, jak i dawna Stockgasse nawiązują do istniejącego tu niegdyś więzienia miejskiego. Słowo Stock ma znaczenie „koza” w rozumieniu właśnie miejsca zamknięcia, przetrzymywania – więzienia. Takie samo odniesienie miało obowiązujące określenie ulicy Nożowniczej - "ulica z poprzecznym więzieniem" lub "ulica poprzeczna, położona za więzieniem". Natomiast nazwa, która obowiązywała przez wyżej wskazany okres, dla odcinka północnego nawiązywała do mieszczącej się tu Furty Rybackiej, a dla odcinka południowego nawiązywała do jej funkcjonalnym powiązania z ulicznym targiem rynkowym, którego centrum stanowił Rynek (główny plac handlu lokacyjnego), będący także centrum komunikacyjnym, urbanistycznym i administracyjnym, stąd także czasowo stosowane określenie – „Mały Rynek”. Ulica ta rozpoczynająca się pod łękiem pod kamienicą, podobnie jak analogicznie rozpoczynająca się ulica Świętej Doroty po południowej stronie Ryku, nazywana była także "Przejściem". Współczesna nazwa ulicy została nadana przez Zarząd Miejski Wrocławia i ogłoszona w okólniku nr 97 z 31.11.1945 r..

## Układ drogowy
Do ulicy przypisana jest droga gminna o długości 334 m. Łączy Rynek z ulicą Grodzką, bez możliwości przejazdu z ulicy do Rynku, gdyż na tym odcinku stanowi ona deptak przebiegająca pod kamienicą w pierzei północnej, a ponadto współcześnie jest to ulica na kilku odcinkach zamieniona na deptak dla pieszych lub wprowadzono ograniczenia w ruchu drogowym i parkowaniu. Takie ograniczenie narzucono na odcinku od Rynku do ulicy Igielnej i dalej do ulicy Kotlarskiej, jako przejście dla pieszych wewnątrz bloków urbanistycznych.
Ulice i place łączące się z ulicą Więzienną:
- Rynek, na południowym końcu ulicy poprzez deptak przebiegający po kamienicą Rynek 52[1][5][29][32]
- ulica Igielna[29][33]
- ulica Kotlarska[29][34]
- ulica Nożownicza[29][35]
- ulica Garbary[29][36]
- ulica Uniwersytecka[29][37]
- plac Uniwersytecki[29][38]
- ulica Grodzka, północy koniec ulicy[1][5][29][39], za ulicą znajduje się koryto rzeki Odra z murowanym nabrzeżem, jej ramienia bocznego nazywanego Odrą Południową w Śródmiejskim Węźle Wodnym[29][40][41].

## Zabudowa i zagospodarowanie
Ulica Więzienna, wraz ulicą Igielną oraz ulicami Kurzy Targ i Świętej Doroty tworzą asymetryczny układ urbanistyczny w stosunku do planu Starego Miasta i Rynku będącego pierwotnie także centrum komunikacyjnym, urbanistycznym i administracyjnym. W początkowym odcinku fragment pierzei wschodniej i pierzeja zachodnia ulicy nie są zabudowane, lecz ulica przebiega przez otwarte podwórze zabudowy przy Rynku, ulicy Odrzańskiej i ulicy Igielnej. Dalsza zabudowa ulicy obejmuje budynki zabytkowe (wymienione dalej), odbudowane (numery od 1 do 4) oraz nową zabudowę uzupełniającą. W tej ostatniej grupie budynków znajdują się przede wszystkim kompleks pierzei zachodniej od ulicy Igielnej do Kotlarskiej i od ulicy Kotlarskiej do Nożowniczej oraz budynek Wydziału Prawa, Administracji i Ekonomii Uniwersytetu Wrocławskiego. Również na końcowym odcinku ulicy brak jest zabudowy części pierzei. Mianowicie po stronie zachodniej od ulicy Garbary do budynku pod numerem 16 występuje otwarty plac, z możliwością jego zabudowy obiektem hotelowym w nawiązaniu do istniejących budynków, oraz po stronie wschodniej urządzono skwer pomiędzy ulicą Uniwersytecką a placem Uniwersyteckim, również z możliwością zabudowy obiektami edukacji i usług w parterze. Ulicę zamyka w pierzei wschodniej gmach główny Uniwersytetu Wrocławskiego, a po stronie zachodniej kamienica przy ulicy Grodzkiej.

## Ochrona i zabytki
Obszar, na którym położona jest ulica Więzienna podlega ochronie w ramach zespołu urbanistycznego Starego Miasta z XIII-XIX wieku, wpisanego do rejestru zabytków pod nr rej.: 196 z 15.02.1962 oraz A/1580/212 z 12.05.1967. Inną formą ochrony tych obszarów jest ustanowienie historycznego centrum miasta, w nieco szerszym obszarowo zakresie niż wyżej wskazany zespół urbanistyczny, jako pomnik historii  . Samo miasto włączyło ten obszar jako cenny i wymagający ochrony do Parku Kulturowego "Stare Miasto", który zakłada ochronę krajobrazu kulturowego oraz uporządkowanie, zachowanie i właściwe kształtowanie krajobrazu kulturowego i historycznego charakteru najstarszej części miasta . Ochronę narzucają także miejscowe plany zagospodarowania przestrzennego. Sytuowanie nowej zabudowy może być dokonywane wyłącznie po sporządzania planów szczegółowej rewaloryzacji.
Przy ulicy i w najbliższym sąsiedztwie znajdują się następujące zabytki:
| nr                                                                                                 | obiekt | powstanie | nr rej.                                          | foto |
| -------------------------------------------------------------------------------------------------- | --- | --- | ------------------------------------------------ | ---- |
| Ratusz – zamykające oś widokową z ulicy w kierunku południowym, z przejścia pod budynkiem Rynek 52 | | |                                                  |      |
| 7                                                                                                  | Kamienica, ob. budynek Urzędu Miasta Wrocławia | XVIII w., 1960 r. (rekonstrukcja), po 2000 r. (XV-XVII wiek)                                                               | A/2694/232 z dn. 30.12.1970                      |      |
| 8                                                                                                  | Kamienica, ob. budynek biurowo-usługow | XIII w., XVIII w. (przebudowa), 1960 r. (rekonstrukcja), po 2000 r.                                                        | A/2694/232 z dn. 30.12.1970                      |      |
| 9                                                                                                  | Kamienica, ob. budynek biurowo-usługowy | XVII w., 1960 r. (rekonstrukcja), po 2000 r.                                                                               | A/2694/232 z dn. 30.12.1970                      |      |
| 10                                                                                                 | Dom handlowy (m.in. sklepy H. Straka, R. Markfeldta, C. Siecha), ob. budynek biurowo-usługowy                                                                   | ok. 1825 r., XX w. (XIX wiek)                                                                                              | A/3112/155 z dn. 15.02.1962                      |      |
| Rynek                                                                                              | | |                                                  |      |
| 52                                                                                                 | Kamienica "Pod Złotą Kotwicą", ob. budynek mieszkalno-usługowy wraz z "Przejściem Pokutniczym" nad ulicą, zamykający oś widokową z ulicy w kierunku południowym | XIII w., XIV w., 1567 r., 1712 r., 1887 r. (zburzona), pocz. XX w., 1945 r. (zburzona), l. 1957-1960 (odbudowa) (XVI wiek) | A/1532/230z dn. 30.12.1970                       |      |
| 53                                                                                                 | Kamienica "Pod Morwą", ob. budynek biurowo-usługowy pierzeja zachodnia                                                                                          | XVIII w., 1945 r. (zburzona), l. 1955-1960 (odbudowa ze wspóną klatką schodową nr 53-54-55) (XVIII-XVIII wiek)             | A/4035/231 z dn. 30.12.1970                      |      |
| ulica Igielna                                                                                      | | |                                                  |      |
| 7                                                                                                  | Kamienica | | mpzp                                             |      |
| 13                                                                                                 | Kamienica, ob. budynek mieszkalny z usługowym przyziemiem (pub) pierzeja zachodnia, w głębi podwórza                                                            | lata 1792-1793, przekształcony 1898 i 1911 r., odbudowany lata 1977-1979                                                   | GEZ, mpzp                                        |      |
| ulica Więzienna                                                                                    | | |                                                  |      |
| 1                                                                                                  | Kamienica pierzeja wschodnia | 2 poł. XVI wieku, lata 1969-1970 (remont, przebudowa), 1995 r. (remont, modernizacja) (połowa XVI wieku)                   | A/1562/168 z dn. 15.02.1962                      |      |
| 2                                                                                                  | Kamienica pierzeja wschodnia | 2 poł. XVI wieku, lata 1969-1970 (remont, przebudowa), 1995 r. (remont, modernizacja) (połowa XVI wieku)                   | A/1562/168 z dn. 15.02.1962                      |      |
| 3                                                                                                  | Kamienica pierzeja wschodnia | 2 poł. XVI wieku, lata 1969-1970 (remont, przebudowa), 1995 r. (remont, modernizacja) (połowa XVI wieku)                   | A/1562/168 z dn. 15.02.1962                      |      |
| 4                                                                                                  | Kamienica pierzeja wschodnia | 2 poł. XVI w., l. 1969-1970 (remont, przebudowa), 1995 r. (remont, modernizacja) ...                                       | GEZ, mpzp                                        |      |
| 5                                                                                                  | Kamienica pierzeja wschodnia | ok. 1830 r., 1870 r., l. 1969-1970 (remont, przebudowa), ok. 2000 r. (remont) ...                                          | GEZ, mpzp                                        |      |
| 6                                                                                                  | Więzienie Miejskie, ob. Zakład Archeologii PAN pierzeja wschodnia                                                                                               | 2 poł. XIV w. (skrzydło pn.), ok. 1500 r. (pozostałe skrzydła), 1863 r. (modernizacja i rozbudowa) (XV wiek)               | 4 z 12.03.1960, oraz A/2794/169 z dn. 15.02.1962 |      |
| 7                                                                                                  | Kamienica z usługowym parterem pierzeja wschodnia | ok. 1870 r. | GEZ, mpzp                                        |      |
| 16                                                                                                 | Kamienica z usługowym parterem pierzeja zachodnia | ok. 1900 r. | GEZ, mpzp                                        |      |
| 18                                                                                                 | Kamienica, ob. budynek biurowo-usługowy pierzeja zachodnia | przed 1871 r., ok. 1970 r.                                                                                                 | GEZ, mpzp                                        |      |
| 19                                                                                                 | Kamienica "Pod Złotym Barankiem" pierzeja zachodnia | 1776 r. (z wykorzystaniem wcześniejszej budowli), pocz. XIX w., ok. 1910 r., 2015 r. (remont) (1 połowa XVIII wieku)       | A/1561/130 z dn. 06.12.1949                      |      |
| ulica Uniwersytecka                                                                                | | |                                                  |      |
| 19-20                                                                                              | Kamienica z usługowym parterem pierzeja wschodnia | XVIII w., ok. 1910 r. | GEZ, mpzp                                        |      |
| ulica Grodzka                                                                                      | | |                                                  |      |
| 7                                                                                                  | Kamienica, ob. budynek mieszkalny z usługowym przyziemiem pierzeja zachodnia                                                                                    | ok. 1880 r. | GEZ, mpzp                                        |      |
| plac Uniwersytecki                                                                                 | | |                                                  |      |
| 1                                                                                                  | Kolegium Jezuickie, ob. Gmach główny Uniwersytetu Wrocławskiego pierzeja wschodnia, częściowo zamykający oś widokową w kierunku północnym                       | l. 1728-1739 (proj. 1726), l.1926-1928 (odbudowa), 1945 r. (odbudowa) (lata 1726-1732, XX wiek)                            | 35 z 29.03.1949 oraz A/2903/163 z dn. 15.02.1962 |      |

Ponadto początkowy odcinek ulicy przebiega przez wnętrze zabudowy okalającej Rynek, gdzie z wewnętrznego dziedzińca dostępne są tylne lub boczne elewacje budynków położonych przy Rynku o numerach: 
- nr 50, Dom towarowy Hünert, oraz m.in.: Winiarnia Littauera - 1926 r., zakład fotograficzny, obecnie Empik oraz apartamenty, XVIII wiek, 1903 r. - zburzona, 1904 r. - nowy, po 1945 r.[42] (pocz. XX wieku[51]), rejestr zabytków nr A/2701/270 z dn. 30.12.1970[42][51][56][78],
- nr 51, Kamienica "Pod Złotym Półksiężycem", ob. budynek biurowo-usługowy, XIV w., XVII w., 1870, 1940, 1945 r. - zburzona, lata 1955-1960 - odbudowa, portal z Rynek nr 13, XVII w.[42] (XIV/XV wiek, pocz. XVII wieku, 1870 r., po 1945 r.[51]), rejestr zabytków nr A/1531/275 z dn. 30.12.1970[42][51][56][79],
- nr 54, kamienica z usługowym przyziemiem, m.in. sklep muzyczny Carl Sackur – lata 80.-90. XIX wieku, obecnie budynek biurowo-usługowy, ok. 1720 r., XIX w., 1945 r. - zburzona, lata 1955-1960 - odbudowa, ze wspólną klatką schodową nr 53-54-55[42] (XVIII-XVIII wiek[51]), rejestr zabytków nr A/4035/231z dn. 30.12.1970[42][51][56][80],
- nr 55, kamienica z usługowym przyziemiem, m.in. zakład wyrobu pieczątek – l. 30.-40. XX w., XVII w., 1945 r. - zniszczona, lata 1955-1960 - odbudowa[42] (XVIII-XVIII wiek[51]), rejestr zabytków nr A/4035/231z dn. 30.12.1970[42][51][56][81],
- nr 56, kamienica, następnie dom handlowy, lata 30. XX wieku - Julisa Ganfera, obecnie budynek biurowo-usługowy, ok. 1800 r., 1898 r. - rozebrana, ok. 1900 r. - dom handlowy, 1945 r. - zniszczona, l. 1955-1960 - odbudowana[42] (XV wiek, 2 poł. XIX[51]), rejestr zabytków nr A/4033/228 z dn. 30.12.1970[42][51][56][82],
- nr 57, Kamienica "Pod Złotym Pokojem", ob. budynek mieszkalno-usługowy, XIV w., ok. 1730 r., 1874 r., 1945 r. - zniszczona, 1955 r. - odbudowa[42] (lata 1905-1906[51]), rejestr zabytków nr A/4033/228 z dn. 30.12.1970[42][51][56][83],
- nr 58, Kamienica "Pod Złotą Palmą" z usługowym przyziemiem, następnie dom handlowy, m.in. z księgarnią Priebatscha – lata 30. XX wieku, ob. budynek Dolnośląskiej Biblioteki Publicznej, XV-XVIII w., k. XIX w. - zburzona, 1905 r. - dom handlowy, po 1945 r.[42] (połowa XVIII wieku[51]), rejestr zabytków nr A/2321/491/Wm z dn. 05.09.1992[42][51][56][84].

## Wrocławskie krasnale
Przy ulicy i w jej pobliżu znajdują się figurki następujących wrocławskich krasnali:
| nazwa                | adres                             | foto |
| -------------------- | --------------------------------- | ---- |
| Krasnal numizmatyk   | ul. Więzienna 1-4 (na schodach)   |      |
| Więzień (Więziennik) | ul. Więzienna 6 (w oknie budynku) |      |
| Krasnal włoski       | ul. Więzienna 21 (pasaż)          |      |
| Mieszadełło          | ul. Kotlarska 25/1b               |      |